# Cách mạng Copernic

Chuyển động của Mặt Trời (vàng), Trái Đất (xanh da trời), và Sao Hỏa (đỏ) theo thuyết nhật tâm (trái) và theo thuyết địa tâm (phải), trước cách mạng Copernic.

Cách mạng Copernic là sự chuyển đổi mô hình từ mô hình Ptolemy của vũ trụ, mô tả vũ trụ với Trái Đất cố định ở trung tâm của vũ trụ, thành mô hình nhật tâm với Mặt Trời ở trung tâm của Hệ Mặt Trời. Bắt đầu với việc xuất bản cuốn Coelestium de revolutionibus orelium coelestium của Nicolaus Copernicus, những đóng góp cho "cuộc cách mạng" tiếp tục cho đến khi công trình của Isaac Newton được xuất bản hơn một thế kỷ sau đó.

## Thuyết nhật tâm

### Trước Copernicus
"Cuộc cách mạng Copernic" được đặt tên theo Nicolaus Copernicus, với tác phẩm Commentariolus, được viết trước năm 1514, là tác phẩm trình bày rõ ràng đầu tiên về mô hình nhật tâm trong giai đoạn Phục Hưng. Ý tưởng về nhật tâm học đã xuất hiện lâu đời hơn nhiều; nó có thể được truy nguồn từ Aristarchus of Samos, một tác giả Hy Lạp viết vào thế kỷ thứ 3 TCN, người có thể lần lượt đưa ra các khái niệm nhật tâm thậm chí cũ hơn trong thuyết Pythagore. Tuy nhiên, thuyết nhật tâm cổ đại bị lu mờ bởi thuyết địa tâm do Ptolemy trình bày và được chấp nhận trong chủ nghĩa Aristotle.
Các học giả châu Âu đã nhận thức rõ các vấn đề với thiên văn học Ptolemy từ thế kỷ 13. Cuộc tranh luận đã được kết thúc bởi sự tiếp nhận bởi những lời chỉ trích của Averroes về Ptolemy, và nó lại được hồi sinh nhờ sự phục hồi của các sách Ptolemy đã viết và bản dịch của chúng sang tiếng Latinh vào giữa thế kỷ 15. Otto E. Neugebauer vào năm 1957 lập luận rằng cuộc tranh luận trong giới học giả Latin thế kỷ 15 cũng phải được nhận được thêm thông tin từ những lời chỉ trích thuyết của Ptolemy sau thời Averroes, do Trường thiên văn học Ba Tư viết ra, với đài quan sát Maragheh (đặc biệt là các tác phẩm của Al-Urdi, Al-Tusi và Ibn al-Shatir).

## Sách tham khảo
- Bala, Arun (2006). The Dialogue of Civilizations in the Birth of Modern Science. New York: Palgrave Macmillan. ISBN 978-0-230-60121-5. OCLC 191662056.
- Drake, Stillman (1978). Galileo At Work. Chicago: University of Chicago Press. ISBN 0-226-16226-5.
- Drake, Stillman (1990). Galileo: Pioneer Scientist. Toronto: The University of Toronto Press. ISBN 0-8020-2725-3.
- Galilei, Galileo (1989). Sidereus Nuncius. Albert Van Helden (trans.). Chicago, Illinois: University of Chicago Press. ISBN 9780226279039.
- Huff, Toby E. (2017). The Rise of Early Modern Science. Cambridge: Cambridge University Press. ISBN 9781316417805.
- Huff, Toby E. (Autumn–Winter 2002). "The Rise of Early Modern Science: A Reply to George Sabila". Bulletin of the Royal Institute of Inter-Faith Studies (BRIIFS). 4, 2.
- Kuhn, Thomas S. (1957). The Copernican Revolution: Planetary Astronomy in the Development of Western Thought. Cambridge, Massachusetts: Harvard University Press. ISBN 0-674-17103-9.
- Kuhn, Thomas S. (1970). The Structure of Scientific Revolutions. Chicago: Chicago University Press. ISBN 0226458032.
- Koyré, Alexandre (2008). From the Closed World to the Infinite Universe. Charleston, S.C.: Forgotten Books. ISBN 9781606201435.
- Lin, Justin Y. (1995). The Needham Puzzle: Why the Industrial Revolution Did Not Originate in China. Economic Development and Cultural Change, 43(2), 269-292. Truy cập from https://www.jstor.org/stable/1154499.
- Metzger, Hélène (1932). Histoire des sciences. Revue Philosophique De La France Et De L'Étranger, 114, 143-155. Truy cập from https://www.jstor.org/stable/41086443.
- Osler, Margaret (2010). Reconfiguring the World. Baltimore, Maryland: The Johns Hopkins University Press. tr. 184. ISBN 0-8018-9656-8.
- Redd, Nola (tháng 5 năm 2012). "Johannes Kepler Biography". Tech Media Network. Truy cập ngày 23 tháng 10 năm 2013.
- Saliba, George (1979). "The First Non-Ptolemaic Astronomy at the Maraghah School". Isis. 70 (4). ISSN 0021-1753.
- Sabila, George (Autumn 1999). "Seeking the Origins of Modern Science?". Bulletin of the Royal Institute for Inter-Faith Studies (BRIIFS). 1, 2.
- Sabila, George (Autumn–Winter 2002). "Flying Goats and Other Obsessions: A Response to Toby Huff's "Reply"". Bulletin of the Royal Institute for Inter-Faith Studies (BRIIFS). 4, 2.
- Singer, Charles (2007). A Short History of Science to the Nineteenth Century. Clarendon Press.
- Thoren, Victor E. (1989). Tycho Brahe. In Taton and Wilson (1989, pp. 3–21). ISBN 0-521-35158-8.